# Lewarde
Lewarde é uma comuna francesa na região administrativa de Altos da França, no departamento do Norte. Estende-se por uma área de 3.9 km². Em 2010 a comuna tinha 2 450 habitantes (densidade: 628,2 hab./km²).